# Machacamarca
Machacamarca es una localidad y municipio de Bolivia, ubicado en la provincia de Dalence en el departamento de Oruro. La sección municipal fue creada por Ley de 19 de noviembre de 1990 durante el gobierno de Jaime Paz Zamora.

## Demografía
De acuerdo con el censo boliviano de 2024, la población del municipio de Machacamarca es de 6 096 habitantes.
La población del municipio estuvo sujeta a fluctuaciones importantes entre 1992 y 2024:
| Año  | Habitantes (municipio) | Fuente |
| ---- | ---------------------- | ------ |
| 1992 | 5 218                  | Censo  |
| 2001 | 4 180                  | Censo  |
| 2012 | 4 820                  | Censo  |
| 2024 | 6 096                  | Censo  |

## Transporte
Machacamarca se encuentra a 30 kilómetros por carretera al sur de Oruro, capital del departamento homónimo.
La carretera nacional asfaltada Ruta 1, de 1.215 km de longitud, atraviesa Machacamarca en dirección norte-sur. Va desde Desaguadero en la frontera con Perú pasando por El Alto y Oruro en el norte hasta Potosí y Tarija en el sur, terminando en Bermejo en la frontera con Argentina.
En Machacamarca también comienza la carretera nacional Ruta 6, de 976 km de longitud, que conduce a través de Sucre hasta la frontera con Paraguay.
La estación de tren de Machacamarca se encuentra en la línea ferroviaria Antofagasta-La Paz. Aquí se bifurca el ferrocarril Machacarmarca-Uncía.

## Turismo
En la localidad de Machacamarca se encuentra el Museo Ferroviario, que presenta una colección de vehículos ferroviarios históricos que documentan la historia del ferrocarril en Bolivia.